# Мезокариоты
Мезокариоты (лат. Mesokaryota) — организмы с промежуточным между прокариотами и эукариотами типом организации генетического аппарата.

## Представители
К мезокариотам относятся динофитовые водоросли — динофлагелляты.

## Особенности
Мезокариоты уже обладают четко дифференцированным ядром, однако в его строении сохранились некоторые черты примитивности, присущие нуклеоиду. Подобная двойственность проявляется и в других чертах организации клетки.
Ядро мезокариот, называемое динокарион, содержит от 5 до 284 «хромосом» и характеризуется значительным содержанием ДНК (3—200 пг), по кинетическим параметрам напоминающее эукариотическое, но обогащённое 5-гидроксиметилурацилом (3—19 мол. %).
«Хромосомы» постоянно конденсированы, то есть молекулярно-генетические процессы осуществляются в этих морфологически стабильных структурах. Гистоны и нуклеосомная организация в них не обнаружены, хотя выявлено небольшое кол-во гистоноподобных белков, не гомологичных ни гистонам, ни гистоноподобным белкам прокариот (отношение белок/ДНК — 0,1, в то время как у остальных эукариот оно близко к 1). Распределения «хромосом» при делении клеток, по-видимому, опосредуются их контактом с сохраняющей интактность ядерной мембраной.
Отсутствуют данные о наличии какого-либо периода синтеза ДНК, подобного S-фазе интерфазы эукариот. Не исключено, что транскрипционная активность ограничена периферической диффузной областью «хромосом» мезокариот. Тип организации генетического аппарата мезокариот может рассматриваться эволюционно не только как переходный от прокариот к эукариотам, 
но и как независимая ветвь развития от общих с эукариотами предков, например, древних архебактерий.

## Критика концепции мезокариот
В соответствии с данными молекулярной филогенетики, динофлагелляты не представляют собой группы, рано отделившейся от общих предков с остальными эукариотами. Они являются ближайшими родственниками инфузорий и споровиков, образуя с ними монофилетический таксон альвеоляты (Alveolata), входящий в супергруппу SAR. В клетках динофлагеллят обнаружены гены, кодирующие два гистона — H3 и Н2A.